# 稲垣重富
稲垣 重富（いながき しげとみ、延宝元年（1673年） - 宝永7年4月17日（1710年5月15日））は、江戸時代前期の大名。三河刈谷藩3代藩主、上総大多喜藩主、下野烏山藩初代藩主。鳥羽藩稲垣家4代。

## 経歴
三河刈谷藩第2代藩主稲垣重昭の長男。正室は木下俊長の娘。子に昭賢（長男）、昭辰（次男）。官位は従五位下、和泉守。
貞享5年（1688年）、父の隠居により刈谷藩主となる。徳川綱吉政権下では、元禄12年（1699年）から宝永6年（1709年）まで若年寄を務めた。元禄15年（1702年）、刈谷藩から上総大多喜藩に移封されたが、わずか21日間で城地が狭すぎるという理由で下野烏山藩に移ったとされる。
宝永7年（1710年）に38歳で死去し、長男の昭賢が跡を継いだ。

## 系譜
父母
- 稲垣重昭（父）

正室
- 木下俊長の娘

子女
- 稲垣昭賢（長男）生母は正室
- 稲垣昭辰（次男）